# Nieuwland (Middelbourg)
Pour les articles homonymes, voir Nieuwland.
Nieuwland est une ancienne commune néerlandaise, formée depuis une ancienne seigneurie, aujourd'hui partie intégrante du village de Nieuw- en Sint Joosland.
Commune éphémère composée du seul petit village de Nieuwland, elle fut supprimée dès le 1er janvier 1816, pour former avec Sint Joosland la nouvelle commune de Nieuw- en Sint Joosland.
Sur la carte ci-contre, Nieuwland correspond à la partie occidentale et septentrionale de la commune de Nieuw- en Sint Joosland.

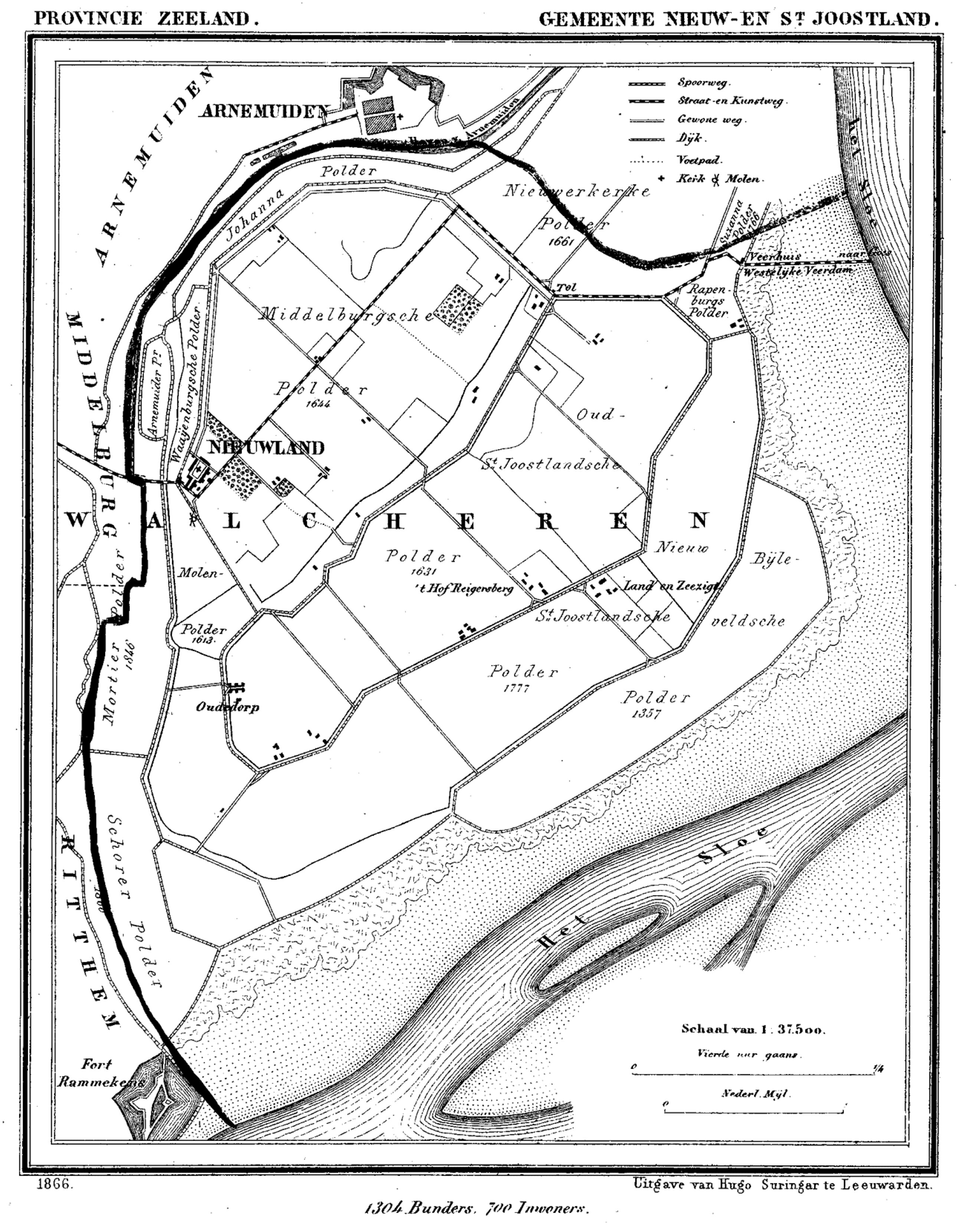
Nieuw- en Sint-Joosland en 1866